# بوقية بيناردية
البوقية البيناردية (باللاتينية: Fritillaria pinardii) نوع نباتي ينتمي إلى جنس البوقية من الفصيلة الزنبقية.

## الموئل والانتشار
موطنها بلاد الشام وتركيا والقوقاز.

## مرادفات للاسم العلمي
- (باللاتينية: Theresia pinardii (Boiss.) Klatt)